# Maschinengewehr 08

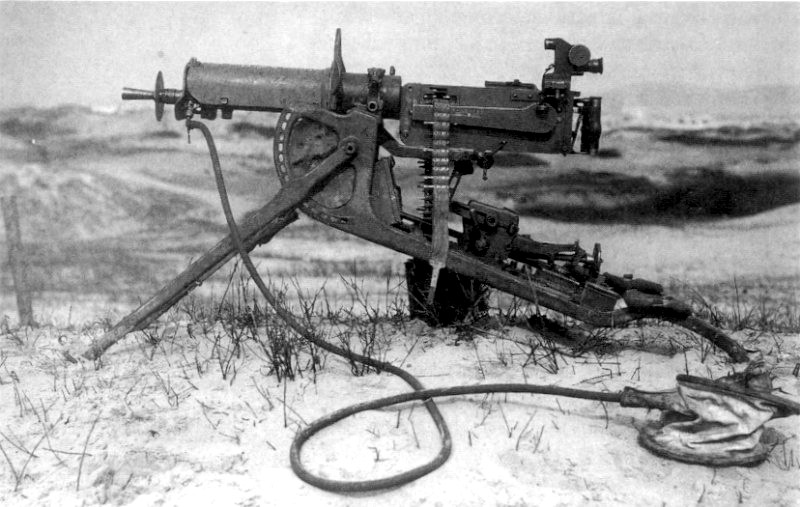
Maschinengewehr 08.

Maschinengewehr model 08, kort MG 08, var en tysk vattenkyld medeltung kulspruta som användes från 1908 till 1945. Den är primärt känd för sin användning under första världskriget då den fanns i flera olika versioner och kom att användes på allt från infanterister till stridsvagnar och flygplan.
Flera MG 08 modifierades under första världskriget runt 1917 för att bli mindre i helhet och mer portabla. Dessa exemplar kom att kallas MG 08-15.
För flygplan fanns det lMG 08 som var en luftkyld variant av MG 08. Dessa kom att användas på flera olika stridsflygplan varav Fokker Dr.I som flögs av flygarässet den röde baronen är ett av de mest ökända att bära denna ksp.
MG 08 kom även att användas som bas för utvecklingen av Maschinengewehr 18 TuF.